# 宽吻鼠耳蝠
宽吻鼠耳蝠（学名：Submyotodon latirostris），一种分布于台湾岛地区的蝙蝠，隶属于蝙蝠科低齒丘鼠耳蝠屬（宽吻蝠属）。本种曾被视为须鼠耳蝠（Myotis mystacinus）的一个亚种，2015年研究人员将本种归入新建立的低齒丘鼠耳蝠屬。